# يوسف حوريش
يوسف حوريش (1889-1975) مغني وقاريء مقام وموسيقي وعازف جوزة عراقي من أصول يهودية نمساوية. وهو من كبار المغنين ومن ذوي العلم بأصول المقام وتركيبه. إشتهر بمقام واحد هو مقام (الخنبات) بعد أن سجله بإسطوانة لاقت إقبالاً عظيماً عند هواة المقام العراقي.

## حياته
ولد في محلة قاضي الحاجات ببغداد سنة 1889م. اصل اجداده من يهود النمسا وجاؤا إلى العراق منذ زمن طويل وسكنوا البصرة. وإسمه الكامل يوسف حريش بن ساسون بن شوع بن عزرا بن الحاخام اليعازر بن صالح خليف، احب المقامات العراقية منذ صغره وتتلمذ على يد أحمد الزيدان وروبين بن رجوان. لم يجعل الغناء مهنة له إلا في أيامه الأخيرة. سجل عدد من الأسطوانات في منتصف العشرينات وفي الفترة التي تلتها وكان مشهورا بمقامي النوى والخنابات، وغنى لأم كلثوم عند قدومها إلى بغداد وذلك في حفلة خاصة أقامها يوسف زعرور الكبير على شرفها سنة 1933 ، ويشاع أنه كان من عائلة متدينة رفضت اشتغاله بالغناء فحاولت إفساد صوته بشتى الطرق.
كان صوته عذباً وله اطلاع واسع في قواعد الأداء، وكان يقرأ المقام في دار الإذاعة فترة طويلة من الزمن بالإضافة إلى كونه عازف جوزة معتمد في الإذاعة العراقية حتى تم تهجيره من العراق بعد أحداث العنف ضد اليهود التي اعقبت نكبة عام 1948.
اسقطت عنه الجنسية العراقية وسافر إلى اسرائيل عام 1951. وظل هناك يقرأ المقام حتى وفاته عام 1975.

## وصلات خارجية
- موقع يوتيوب - يوسف حوريش - مقام النوى Maqam Nawa - Yusuf Huresh
- موقع المقام العراقي - يوسف أفندي حوريش